# Louis-Roch-Antoine-Charles Arnauld
Louis-Roch-Antoine-Charles Arnauld (* 1703 Senlis; † 1779 ebenda) war ein französischer Autor und Enzyklopädist.

## Leben und Wirken
Arnauld war in der administrativen Position eines gentilhomme ordinaire de la maison du roi. Er redigierte die Artikel pêche und chasse  für die Encyclopédie von Denis Diderot und Jean-Baptiste le Rond d’Alembert.